# Campeonato Argentino M19 1994
El Campeonato Argentino Juvenil de 1994 (denominado también Campeonato Argentino Juvenil de Menores de 19) fue la vigésimo-tercera edición del torneo para seleccionados juveniles de las uniones regionales afiliadas a la Unión Argentina de Rugby. Se llevó a cabo entre el 24 de septiembre y el 10 de octubre de 1994. La fase final se disputó en las instalaciones del Sporting Club Alfiles de Rivadavia, siendo organizada por segunda vez por la Unión Sanjuanina de Rugby.
Durante esta edición la primera fase volvió a disputarse en cinco subsedes, con todos los ganadores clasificando a la fase final. La unión sede de las fases finales (la Unión Sanjuanina de Rugby) volvió a clasificar de forma directa a las semifinales, las cuales pasaron a disputarse bajo el sistema de todos contra todos en dos grupos de tres equipos cada uno.
La Unión Cordobesa de Rugby consiguió su segundo título al derrotar 29-28 en la final al seleccionado de la Unión de Rugby de Rosario.

## Equipos participantes
Disputaron esta edición veintiún equipos: veinte uniones provinciales y la Unión Argentina de Rugby, representada por el seleccionado de Buenos Aires.
| Equipo              | Unión                                                     |
| ------------------- | --------------------------------------------------------- |
| Alto Valle          | Unión de Rugby del Alto Valle de Río Negro y Neuquén      |
| Austral             | Unión de Rugby Austral                                    |
| Buenos Aires        | Unión Argentina de Rugby                                  |
| Centro              | Unión de Rugby del Centro de la Provincia de Buenos Aires |
| Chubut              | Unión de Rugby del Valle del Chubut                       |
| Córdoba             | Unión Cordobesa de Rugby                                  |
| Cuenca del Salado   | Unión de Rugby de la Cuenca del Salado                    |
| Cuyo                | Unión de Rugby de Cuyo                                    |
| Entre Ríos          | Unión Entrerriana de Rugby                                |
| Formosa             | Unión de Rugby de Formosa                                 |
| Mar del Plata       | Unión de Rugby de Mar del Plata                           |
| Misiones            | Unión de Rugby de Misiones                                |
| Nordeste            | Unión de Rugby del Nordeste                               |
| Oeste               | Unión de Rugby del Oeste de Buenos Aires                  |
| Rosario             | Unión de Rugby de Rosario                                 |
| Salta               | Unión de Rugby de Salta                                   |
| San Juan            | Unión Sanjuanina de Rugby                                 |
| Santa Fe            | Unión Santafesina de Rugby                                |
| Santiago del Estero | Unión Santiagueña de Rugby                                |
| Sur                 | Unión de Rugby del Sur                                    |
| Tucumán             | Unión de Rugby de Tucumán                                 |

## Primera fase

### Zona A
La Unión de Rugby del Centro de la Provincia de Buenos Aires actuó como sede de la Zona A en la ciudad de Tandil.
|  | Semifinales      | Semifinales      | Semifinales      |               |              | Final         | Final         | Final         |  |
|  | 30 de septiembre | 30 de septiembre | 30 de septiembre |               |              | 1 de octubre  | 1 de octubre  | 1 de octubre  |  |
|  |                  |                  |                  |               |              |               |               |               |  |
|  |                  |                  |                  |               |              |               |               |               |  |
|  | Centro           | Centro           | 7                |               |              |               |               |               |  |
|  | Centro           | Centro           | 7                |               |              |               |               |               |  |
|  | Buenos Aires     | Buenos Aires     | 117              |               |              |               |               |               |  |
|  | Buenos Aires     | Buenos Aires     | 117              |               | Buenos Aires | Buenos Aires  | 38            |               |  |
|  |                  |                  |                  |               | Buenos Aires | Buenos Aires  | 38            |               |  |
|  |                  |                  | Mar del Plata    | Mar del Plata | 13           |               |               |               |  |
|  | Mar del Plata    | Mar del Plata    | Mar del Plata    | Mar del Plata | 13           | 41            |               |               |  |
|  | Mar del Plata    | Mar del Plata    |                  |               |              | 41            |               |               |  |
|  | Sur              | Sur              | 20               |               |              | Tercer puesto | Tercer puesto | Tercer puesto |  |
|  | Sur              | Sur              | 20               |               |              | Tercer puesto | Tercer puesto | Tercer puesto |  |
|  |                  |                  |                  |               |              |               |               |               |  |
|  |                  |                  |                  |               |              | Centro        | Centro        | 10            |  |
|  |                  |                  |                  |               |              | Centro        | Centro        | 10            |  |
|  |                  |                  |                  |               |              | Sur           | Sur           | 75            |  |
|  |                  |                  |                  |               |              | Sur           | Sur           | 75            |  |
|  |                  |                  |                  |               |              |               |               |               |  |

### Zona B
La Unión de Rugby de Salta actuó como sede de la Zona B.
|  | Semifinales           | Semifinales           | Semifinales           |          |       | Final        | Final        | Final        |  |
|  | 24 y 25 de septiembre | 24 y 25 de septiembre | 24 y 25 de septiembre |          |       | 1 de octubre | 1 de octubre | 1 de octubre |  |
|  |                       |                       |                       |          |       |              |              |              |  |
|  |                       |                       |                       |          |       |              |              |              |  |
|  | Salta                 | Salta                 | 16                    |          |       |              |              |              |  |
|  | Salta                 | Salta                 | 16                    |          |       |              |              |              |  |
|  | Tucumán               | Tucumán               | 16                    |          |       |              |              |              |  |
|  | Tucumán               | Tucumán               | 16                    |          | Salta | Salta        | 21           |              |  |
|  |                       |                       |                       |          | Salta | Salta        | 21           |              |  |
|  |                       |                       | Nordeste              | Nordeste | 9     |              |              |              |  |
|  | Nordeste              | Nordeste              | Nordeste              | Nordeste | 9     | 24           |              |              |  |
|  | Nordeste              | Nordeste              |                       |          |       | 24           |              |              |  |
|  | Formosa               | Formosa               | 0                     |          |       |              |              |              |  |
|  | Formosa               | Formosa               | 0                     |          |       |              |              |              |  |
|  |                       |                       |                       |          |       |              |              |              |  |

### Zona C
La Unión Entrerriana de Rugby actuó como sede de la Zona C.
|  | Semifinales  | Semifinales  | Semifinales  |          |         | Final         | Final         | Final         |  |
|  | 1 de octubre | 1 de octubre | 1 de octubre |          |         | 2 de octubre  | 2 de octubre  | 2 de octubre  |  |
|  |              |              |              |          |         |               |               |               |  |
|  |              |              |              |          |         |               |               |               |  |
|  | Entre Ríos   | Entre Ríos   | 6            |          |         |               |               |               |  |
|  | Entre Ríos   | Entre Ríos   | 6            |          |         |               |               |               |  |
|  | Rosario      | Rosario      | 27           |          |         |               |               |               |  |
|  | Rosario      | Rosario      | 27           |          | Rosario | Rosario       | 97            |               |  |
|  |              |              |              |          | Rosario | Rosario       | 97            |               |  |
|  |              |              | Misiones     | Misiones | 0       |               |               |               |  |
|  | Misiones     | Misiones     | Misiones     | Misiones | 0       | 36            |               |               |  |
|  | Misiones     | Misiones     |              |          |         | 36            |               |               |  |
|  | Oeste        | Oeste        | 3            |          |         | Tercer puesto | Tercer puesto | Tercer puesto |  |
|  | Oeste        | Oeste        | 3            |          |         | Tercer puesto | Tercer puesto | Tercer puesto |  |
|  |              |              |              |          |         |               |               |               |  |
|  |              |              |              |          |         | Entre Ríos    | Entre Ríos    | 57            |  |
|  |              |              |              |          |         | Entre Ríos    | Entre Ríos    | 57            |  |
|  |              |              |              |          |         | Oeste         | Oeste         | 3             |  |
|  |              |              |              |          |         | Oeste         | Oeste         | 3             |  |
|  |              |              |              |          |         |               |               |               |  |

### Zona D
La Unión Cordobesa de Rugby actuó como sede de la Zona D.
|  | Semifinales         | Semifinales         | Semifinales         |                     |         | Final             | Final             | Final         |  |
|  | 1 de octubre        | 1 de octubre        | 1 de octubre        |                     |         | 2 de octubre      | 2 de octubre      | 2 de octubre  |  |
|  |                     |                     |                     |                     |         |                   |                   |               |  |
|  |                     |                     |                     |                     |         |                   |                   |               |  |
|  | Córdoba             | Córdoba             | 25                  |                     |         |                   |                   |               |  |
|  | Córdoba             | Córdoba             | 25                  |                     |         |                   |                   |               |  |
|  | Santa Fe            | Santa Fe            | 3                   |                     |         |                   |                   |               |  |
|  | Santa Fe            | Santa Fe            | 3                   |                     | Córdoba | Córdoba           | 15                |               |  |
|  |                     |                     |                     |                     | Córdoba | Córdoba           | 15                |               |  |
|  |                     |                     | Santiago del Estero | Santiago del Estero | 14      |                   |                   |               |  |
|  | Santiago del Estero | Santiago del Estero | Santiago del Estero | Santiago del Estero | 14      | 74                |                   |               |  |
|  | Santiago del Estero | Santiago del Estero |                     |                     |         | 74                |                   |               |  |
|  | Cuenca del Salado   | Cuenca del Salado   | 0                   |                     |         | Tercer puesto     | Tercer puesto     | Tercer puesto |  |
|  | Cuenca del Salado   | Cuenca del Salado   | 0                   |                     |         | Tercer puesto     | Tercer puesto     | Tercer puesto |  |
|  |                     |                     |                     |                     |         |                   |                   |               |  |
|  |                     |                     |                     |                     |         | Santa Fe          | Santa Fe          | 48            |  |
|  |                     |                     |                     |                     |         | Santa Fe          | Santa Fe          | 48            |  |
|  |                     |                     |                     |                     |         | Cuenca del Salado | Cuenca del Salado | 0             |  |
|  |                     |                     |                     |                     |         | Cuenca del Salado | Cuenca del Salado | 0             |  |
|  |                     |                     |                     |                     |         |                   |                   |               |  |

### Zona E
La Unión de Rugby del Alto Valle de Río Negro y Neuquén actuó como sede de la Zona E.
|  | Semifinales  | Semifinales  | Semifinales  |      |            | Final         | Final         | Final         |  |
|  | 1 de octubre | 1 de octubre | 1 de octubre |      |            | 2 de octubre  | 2 de octubre  | 2 de octubre  |  |
|  |              |              |              |      |            |               |               |               |  |
|  |              |              |              |      |            |               |               |               |  |
|  | Alto Valle   | Alto Valle   | 50           |      |            |               |               |               |  |
|  | Alto Valle   | Alto Valle   | 50           |      |            |               |               |               |  |
|  | Austral      | Austral      | 10           |      |            |               |               |               |  |
|  | Austral      | Austral      | 10           |      | Alto Valle | Alto Valle    | 14            |               |  |
|  |              |              |              |      | Alto Valle | Alto Valle    | 14            |               |  |
|  |              |              | Cuyo         | Cuyo | 18         |               |               |               |  |
|  | Cuyo         | Cuyo         | Cuyo         | Cuyo | 18         | 52            |               |               |  |
|  | Cuyo         | Cuyo         |              |      |            | 52            |               |               |  |
|  | Chubut       | Chubut       | 6            |      |            | Tercer puesto | Tercer puesto | Tercer puesto |  |
|  | Chubut       | Chubut       | 6            |      |            | Tercer puesto | Tercer puesto | Tercer puesto |  |
|  |              |              |              |      |            |               |               |               |  |
|  |              |              |              |      |            | Austral       | Austral       | 17            |  |
|  |              |              |              |      |            | Austral       | Austral       | 17            |  |
|  |              |              |              |      |            | Chubut        | Chubut        | 27            |  |
|  |              |              |              |      |            | Chubut        | Chubut        | 27            |  |
|  |              |              |              |      |            |               |               |               |  |

## Fase final
La Unión Sanjuanina de Rugby clasificó directamente a semifinales por ser sede de las fases finales. Todos los encuentros se disputaron en las instalaciones del Sporting Club Alfiles entre el 8 y el 10 de octubre.

### Semifinales
| Pos. | Equipos      | Partidos | Partidos | Partidos | Tantos | Tantos | Tantos | Pts. |
| Pos. | Equipos      | G        | E        | P        | PF     | PC     | DP     | Pts. |
| ---- | ------------ | -------- | -------- | -------- | ------ | ------ | ------ | ---- |
| 1.°  | Córdoba      | 2        | 0        | 0        | 42     | 29     | +13    | 4    |
| 2.°  | Buenos Aires | 1        | 0        | 1        | 56     | 21     | +35    | 2    |
| 3.°  | San Juan     | 0        | 0        | 2        | 9      | 57     | -48    | 0    |

|  | Córdoba | 21 - 20 | B. Aires |  |  |

|  | San Juan | 9 - 21 | Córdoba |  |  |

|  | B. Aires | 36 - 0 | San Juan |  |  |

| Pos. | Equipos | Partidos | Partidos | Partidos | Tantos | Tantos | Tantos | Pts. |
| Pos. | Equipos | G        | E        | P        | PF     | PC     | DP     | Pts. |
| ---- | ------- | -------- | -------- | -------- | ------ | ------ | ------ | ---- |
| 1.°  | Rosario | 2        | 0        | 0        | 31     | 13     | +18    | 4    |
| 2.°  | Cuyo    | 1        | 0        | 1        | 29     | 34     | -5     | 2    |
| 3.°  | Salta   | 0        | 0        | 2        | 29     | 42     | -13    | 0    |

|  | Rosario | 13 - 5 | Cuyo |  |  |

|  | Salta | 8 - 18 | Rosario |  |  |

|  | Cuyo | 24 - 21 | Salta |  |  |

### Final
|  | Córdoba | 29 - 28 | Rosario | Sporting Club Alfiles, Rivadavia |  |

| Bandera de la Provincia de Córdoba |
| Córdoba Campeón                    |
| Segundo título                     |